# سیدهو موسه والا
سیدهو موسه والا (انگلیسی: Sidhu Moose Wala; ۱۱ ژوئن ۱۹۹۳ – ۲۹ مهٔ ۲۰۲۲) خواننده و بازیگر اهل هند بود. وی بین سال‌های ۲۰۱۶ تا ۲۰۲۲ میلادی فعالیت می‌کرد.
وی در ۲۹ مه ۲۰۲۲ در روستای جواهرکه بخش مانسه توسط مهاجمان ناشناس در اتومبیل خود به ضرب گلوله کشته شد.